# Roschacher-Affäre
Die Roschacher-Affäre, auch Roschacher-Blocher-Affäre, GPK-Affäre oder Fall Roschacher, war eine Reihe von Ereignissen im Herbst 2007, unmittelbar vor den Schweizer Parlamentswahlen mit einer Vielzahl von Akteuren rund um schweizerische Bundesanwaltschaft, Bundesrat und Parlament.
Je nach Standpunkt liegt der eigentliche Kern der Affäre
- in den Ermittlungsmethoden von Bundesanwalt Valentin Roschacher,
- in den Weisungen von Justizminister Christoph Blocher an Roschacher bezüglich Medieninformationen,
- in den Umständen des Abgangs von Roschacher unter Blocher,
- in der mangelnden Sorgfalt und Unausgewogenheit der parlamentarischen Geschäftsprüfungskommission (GPK) in ihrem Bericht,
- im von der Subkommissionpräsidentin angedeuteten Komplottverdacht gegen Blocher bei der Präsentation des Berichts,
- in der Irreführung der GPK durch die Bundesanwaltschaft, möglicherweise zum Zweck einer Intrige gegen Blocher, oder
- in der Skandalisierung und Instrumentalisierung der Ereignisse im Wahlkampf der Parlamentswahlen.

Namensgebend war der umstrittene ehemalige schweizerische Bundesanwalt Valentin Roschacher (CVP), der Mitte 2006 wegen mangelnder Effizienz in der Strafverfolgung und fragwürdiger Ermittlungsmethoden in die Kritik geriet und unter Justizminister Christoph Blocher zurücktrat.
Die nationalrätliche Geschäftsprüfungskommission, die die Umstände dieses Abgangs zu untersuchen hatte, kritisierte in ihrem Ende 2007 vorgelegten Bericht Blocher scharf. Bei der Präsentation des Berichts wurde zudem angedeutet, dass Blocher in ein Komplott zur Absetzung von Roschacher verwickelt sein könnte (Holenweger-Papiere). Letzteres erwies sich kurz danach allerdings als haltlos.
Die Heftigkeit der gegenseitigen Schuldzuweisungen und die Fülle von Berichten und Gegenberichten ist in der Geschichte des schweizerischen Bundesstaates ohne Beispiel.
Die Präsentation des GPK-Berichts fiel mitten in den Wahlkampf für die Schweizer Parlamentswahlen 2007 und trug massgeblich dazu bei, dass dieser als einer der gehässigeren in die Geschichte einging.

## Kritik an Valentin Roschacher
Valentin Roschacher (CVP) nahm Anfang 2000 unter Justizministerin Ruth Metzler (CVP) seine Arbeit als schweizerischer Bundesanwalt auf und sollte als Chef der Bundesanwaltschaft u. a. Ermittlungen in grossen Geldwäschereifällen leiten.
Der Bundesanwalt, jeweils vom Gesamtbundesrat für vier Jahre gewählt, führt die Bundesanwaltschaft, die Strafverfolgungsbehörde des EJPD, das dem Justizminister untersteht.
Die Bundesanwaltschaft leitet gerichtspolizeiliche Ermittlungen und grössere Vorabklärungen der Hauptabteilung Bundeskriminalpolizei des Bundesamtes für Polizei (fedpol) des EJPD. An diese Vorabklärungen anknüpfende Voruntersuchungen werden vom Eidgenössischen Untersuchungsrichteramt geführt.
Trotz einiger spektakulärer Aktionen (z. B. der Beschlagnahmung von 6,5 Mio. Fr. Yukos-Geldern) und grossem Ermittlungsaufwand konnte Roschacher nur wenige verwertbare Ergebnisse liefern. In einem Aufsichtszwischenbericht vom Juli 2006 heisst es: «Mit einem gewissen Befremden stellt die Beschwerdekammer schliesslich fest, dass insbesondere der Bundesanwalt und seine engsten Mitarbeiter die Ursache der ausbleibenden Anklagen überall sonst, nur nicht bei der eigenen Behörde orten. [...] Das klar ungenügende Resultat lässt sich in Anbetracht der vorhandenen Ressourcen vernünftigerweise nicht erklären. Verantwortlich dafür ist letztlich der Bundesanwalt als Leiter der Bundesanwaltschaft und Aufsichtsinstanz über die BKP»
Mitte 2006 wurden mehrere Fälle von Ermittlungen bekannt, in denen sich die Bundesanwaltschaft in einer rechtlichen Grauzone bewegte.

### Fall Ramos
Besonders schwer wog der sogenannte Fall Ramos, der vom Journalisten Daniel Ammann in der Weltwoche in mehreren Artikeln ab Mitte 2005 publik gemacht wurde.
Auf Veranlassung von Valentin Roschacher reiste Ende 2002 José Manuel Ramos in die Schweiz ein.
Ramos war 1991 in den USA als führendes Mitglied des Medellín-Kartells wegen bandenmässigen Drogenhandels und Geldwäscherei zu zweimal lebenslänglich plus 20 Jahre verurteilt worden. Im Gegenzug zur versprochenen massiven Reduktion der Strafe verpflichtete er sich gegenüber dem US-Justizministerium zu einer «undercover role» und zu Aussagen zu seiner Führungsrolle im Kokainhandel. Sein Gesuch um Haftentlassung wurde 1998 vom Richter abgelehnt, weil sich Ramos nicht an die Abmachung gehalten und wahrheitswidrige Informationen geliefert habe. Im Juli 2001 kam er aus ungeklärten Gründen trotzdem frei.
Roschacher zufolge verfügte Ramos über wertvolle «Informationen und Beweise zu Drogenkonten in der Schweiz», womit man «Drogengelder in grosser Menge» werde aus dem Verkehr ziehen können. Als sogenannte «Vertrauensperson» sollte er «aktiv Kontakte knüpfen», um Geldwäschereifälle aufzudecken, und erhielt dafür insgesamt rund 270'000 Franken. Hauptziel war, die Struktur des kolumbianischen Drogenkartells in der Schweiz aufzudecken und in der Schweiz angelegte Gewinne zu beschlagnahmen.
Ramos’ Hinweise lösten in der Folge zwar aufwändige Ermittlungen aus, die jedoch ins Leere liefen. Von Mitarbeitern der Bundeskriminalpolizei soll der Verdacht geäussert worden sein, Ramos generiere die Tipps zuweilen gleich selber. Weil er mehrfach gegen schriftlich vereinbarte Regeln verstossen hatte und «mit ausländischen, wahrscheinlich mit amerikanischen Behörden unbefugterweise in Kontakt getreten war», wurde er Mitte 2004 aus der Schweiz ausgewiesen.
In einem Aufsichtsbericht wird festgehalten, «die Vermutung lasse sich nicht von der Hand weisen, dass Ramos während seines  Aufenthaltes in der Schweiz insbesondere auch für die Strafverfolgungsbehörden der USA gearbeitet habe.»
Kurz nach einem vielbeachteten Weltwoche-Artikel vom 1. Juni 2006 ordneten die Beschwerdekammer des Bundesstrafgerichts und der Vorsteher EJPD ausserordentliche Untersuchungen je in ihrem Aufsichtsbereich an. Die Ergebnisse wurden im Aufsichtszwischenbericht «Ramos» vom 18. September 2006 der Beschwerdekammer (Bernard Bertossa und Andreas Keller) und im Bericht zur Administrativuntersuchung in der Bundesanwaltschaft vom 15. September 2006 (Bericht «Lüthi») zusammengefasst. Diese Berichte bezeichneten das Engagement von Ramos «formell korrekt» und stellten fest, dass kein «geltendes Gesetz verletzt» worden sei.
Sie beleuchteten das Vorgehen der Bundesanwaltschaft hauptsächlich unter formaljuristischen Gesichtspunkten; ob es angemessen und sinnvoll war, wurde nicht beurteilt.

### Geldwäschereiermittlungen gegen Oskar Holenweger
José Manuel Ramos informierte im Frühling 2003 die Bundeskriminalpolizei, er habe von der Existenz eines «Bankers» erfahren, welcher vorgegeben habe, in Zürich an der Geldwäscherei von aus dem Drogenhandel des Pablo-Escobar-Clans stammenden Vermögenswerten beteiligt gewesen zu sein. Dieser Bankier sei nach wie vor in diesem Bereich tätig und habe sich unaufgefordert bereit erklärt, die Anlage von Vermögenswerten illegalen Ursprungs gewährleisten zu können. Er hätte gar die Möglichkeit der Geldwäscherei von aus dem Drogenhandel stammenden Vermögen erwähnt.
Damit lieferte Ramos den Anfangsverdacht gegen Oskar Holenweger, damals Hauptaktionär und Geschäftsführer der Tempus Bank.
Im August 2003 setzte die Bundesanwaltschaft einen verdeckten Ermittler auf Holenweger an, einen deutschen Polizeibeamten beim Landeskriminalamt Baden-Württemberg. Er gab sich Holenweger gegenüber als Vermögensverwalter aus, der sein Vermögen anlegen wolle, und brachte rund 830’000 Euro in bar vorbei. Kurz darauf forderte er Holenweger auf, das Geld so rasch wie möglich zurück zu überweisen. Den Beweis, dass er Holenweger über die fingierte «Drogenherkunft» der Gelder informiert habe, habe er auf Tonband aufgenommen. Die Tonband-Aufnahmen erwiesen sich jedoch als «nicht lesbar».
Ende 2003 wurde dieser von einem bewaffneten Einsatzkommando in seiner Wohnung abgeholt und in Untersuchungshaft gesteckt.
Von der Bundeskriminalpolizei wurde das Ermittlungsverfahren damit begründet, Holenweger biete sich «in Kreisen der internationalen organisierten Kriminalität als Geldwäscher» an und habe «bereits für die kolumbianischen Drogenkartelle gearbeitet».
Nach zweijährigen Ermittlungen, im Lauf derer Holenweger beschattet, sein Telefon überwacht, die Mitarbeiter befragt und die Bankgeschäfte analysiert worden waren, konnte die Bundeskriminalpolizei keine konkreten Beweise für ihre Anschuldigungen finden. Eine Wirtschaftsprüfung durch KPMG im Auftrag der Eidgenössischen Bankenkommission ergab, dass von den geprüften Transaktionen einzig diejenigen des verdeckten Ermittlers «Zeichen von Geldwäscherei» aufwiesen.
Oskar Holenweger musste, nicht zuletzt wegen der Anschuldigungen der Bundesanwaltschaft, im April 2004 seine Bank aufgeben.
Im Mai 2010 erhob die Bundesanwaltschaft Anklage gegen Holenweger. Sie warf ihm Geldwäscherei, Urkundenfälschung, ungetreue Geschäftsbesorgung und Bestechung vor. Die Anschuldigungen wegen des Verdachts der Geldwäscherei von Drogengeldern haben sich nicht weiter erhärtet, dies ist nur noch ein Nebenpunkt der Anklage, da Holenweger angebliches Drogengeld bewusst angenommen habe. Holenweger bestritt sämtliche gegen ihn erhobenen Vorwürfe. Am 21. April 2011 wurde Holenweger vom Bundesstrafgericht in Bellinzona freigesprochen. «Der Fall Holenweger ist zum Fall Bundesanwaltschaft geworden» bemerkte DRS Info auf DRS 3. Die Bundesanwaltschaft verzichtete im Oktober 2011 auf einen Weiterzug des Urteils an eine höhere Instanz, das Urteil ist somit rechtskräftig.

## Rücktritt von Roschacher
Zwischen Roschacher und Metzlers Amtsnachfolger Christoph Blocher (SVP) war das Verhältnis von Anfang an gespannt; Roschacher hatte seinem (administrativen) Chef mehrfach Auskünfte verweigert und war tagelang für Blocher nicht erreichbar. Nach Aussage eines GPK-Mitglieds war bereits das Verhältnis zwischen Roschacher und Ruth Metzler ein «besonderes» gewesen; Roschacher habe schon Jahre vor Blocher «immer wieder Schwierigkeiten gemacht».
Schliesslich erklärte Roschacher am 5. Juli 2006 seinen Rücktritt auf Ende 2006, wobei ihm Blocher eine Abgangsentschädigung von einem Jahresgehalt zusprach, ohne das Geschäft dem Gesamtbundesrat vorzulegen.
Der Rücktritt erfolgte rund einen Monat nach dem erwähnten Weltwoche-Artikel zum Fall Ramos.
Ob Roschacher unter Druck des Bundesrates zurücktrat, ist umstritten.

## Untersuchung des Abgangs von Roschacher durch die GPK-N
Die nationalrätliche Geschäftsprüfungskommission (GPK-N) bildete am 26. Juni 2006 die Subkommission EJPD/BK unter der Leitung der CVP-Nationalrätin Lucrezia Meier-Schatz, um «die verschiedenen Untersuchungsberichte zur Bundesanwaltschaft und den übrigen Strafverfolgungsbehörden des Bundes zu behandeln und bei Bedarf weitere Abklärungen vorzunehmen.» Nebst der Überprüfung von Durchführung und Ergebnis von vier im Jahr 2006 geleisteten Untersuchungen durch die Aufsichtsbehörden, konzentrierte sie sich auf den Fall Ramos und die Umstände des Rücktritts von Valentin Roschacher.
Einen Angelpunkt der Affäre bildete der umstrittene Bericht dieser Subkommission, worin Bundesrat Christoph Blocher vorgeworfen wird, dem Bundesanwalt unzulässige Weisungen bezüglich Medieninformation in laufenden Verfahren erteilt und ohne gesetzliche Grundlage eine Abgangsentschädigung zugesprochen zu haben. Dies sei «in rechtsstaatlicher Hinsicht problematisch».
Anlässlich der Präsentation des Berichts an der Pressekonferenz vom 5. September 2007 durch Lucrezia Meier-Schatz (CVP) bekam der Fall eine neue Wendung:
Meier-Schatz erklärte, bei Oskar Holenweger seien Dokumente (die Holenweger-Papiere) gefunden wurden, deren Inhalt auffällige Parallelen zu späteren Ereignissen im Zusammenhang mit Roschachers Abgang aufweise. Sie erläuterte ausführlich Inhalt und vermutete Bedeutung der Papiere. In der Folge war von einem «H-Plan» die Rede, der darauf abgezielt habe, Roschacher zu Fall zu bringen, und in den auch Bundesrat Blocher verstrickt gewesen wäre.
Die SP forderte am Tag darauf vom Bundesrat, Blocher mit der Aufsicht über die Bundesanwaltschaft einen Teil seines Departements zu entziehen. Dies sei nötig, solange die Hinweise auf einen Geheimplan gegen Roschacher nicht entkräftet seien.
Blocher-Gegner und -Befürworter waren sich einig in der Einschätzung, dass sich Blocher nicht im Bundesrat würde halten können, falls sich der Vorwurf eines Komplotts – einer Straftat – bestätigen sollte.

### Bericht der Subkommission EJPD/BK der GPK-N
Die Subkommission führte von Ende August 2006 bis Januar 2007 Anhörungen aller betroffenen Behörden und der Autoren der Untersuchungsberichte durch. Sie holte schriftliche Stellungnahmen zu offenen Fragen ein und verlangte die Herausgabe einzelner Akten.
Insgesamt führte die Subkommission im Rahmen dieser Untersuchung zwölf Sitzungen durch. Die Sitzungsprotokolle der Subkommission EJPD/BK sind vertraulich (Art. 47 ParlG).
Personelle Zusammensetzung der Subkommission:
- Lucrezia Meier-Schatz (CVP), Präsidentin
- Ida Glanzmann-Hunkeler (CVP), später Brigitte Häberli-Koller (CVP)
- Jean-Paul Glasson (FDP)
- Kurt Wasserfallen (FDP), später Marc F. Suter (FDP)
- Geri Müller (Grüne)
- André Daguet (SP)
- Josy Gyr (SP), später Edith Graf-Litscher (SP)
- Claude Janiak (SP)
- Max Binder (SVP)
- Toni Brunner (SVP)
- Walter Glur (SVP)

Die Subkommission EJPD/BK verabschiedete ihren rund 100-seitigen Bericht am 14. August 2007 (mit 6 zu 4 Stimmen, davon 3 Gegenstimmen von SVP-Vertretern), die ihn am 5. September 2007 (mit 16 zu 6 Stimmen) genehmigte und zur Veröffentlichung freigab.
Der Bericht der Subkommission
- fasst einige bereits erstelle Berichte über die Arbeit der Bundesstrafbehörden zusammen, nämlich:

- Aufsichtszwischenbericht «Anklagen» der Beschwerdekammer des Bundesstrafgerichts vom 14. Juli 2006
- Aufsichtszwischenbericht «Ramos» der Beschwerdekammer des Bundesstrafgerichts vom 18. September 2006
- Administrativuntersuchung in der Bundesanwaltschaft (Bericht «Lüthi») vom 15. September 2006
- Situationsanalyse EffVor (Bericht «Uster») vom 31. August 2006

- untersucht die Vorwürfe an Roschacher im Fall Ramos
- untersucht die Umstände von Roschachers Rücktritt.
- bewertet das heutige System der geteilten (administrativen bzw. fachlichen) Aufsicht über die Bundesanwaltschaft, welches die Unabhängigkeit der Bundesanwaltschaft sicherstellen soll.

Mit Ausnahme des Falls Ramos wurde Roschachers Verhalten erst ab 2004, nach dem Amtsantritt von Bundesrat Christoph Blocher, untersucht. Max Binder (SVP) hat nach eigener Aussage in der Subkommission mehrmals den Antrag gestellt, die Geschichte um den Bundesanwalt von der Anstellung bis zur Kündigung zu beleuchten. Die Mehrheit der Subkommission habe dies immer abgelehnt.
Zum Fall Ramos und zum Rücktritt von Valentin Roschacher wird im Bericht behauptet:
- Im Fall Ramos sei Roschacher nur Initiator gewesen. Die alleinige Verantwortung für den konkreten Einsatz trage die Bundeskriminalpolizei. Im Übrigen könne die GPK-N nicht beurteilen, ob der Einsatz von Ramos angemessen gewesen sei.
- Blocher habe Roschacher kurz nach Pfingsten 2006 eine schriftliche «Abmahnung und scharfe Rüge» wegen Informationsverweigerung, Nichterreichbarkeit, Gesprächsverweigerung und unloyalem Verhalten erteilt, verbunden mit einer Kündigungsandrohung.
- Der Rücktritt des Bundesanwalts sei nicht freiwillig erfolgt. Blocher habe das Arbeitsverhältnis mit Roschacher aufgelöst, ohne dass Kündigungsgründe im Sinne des Personalgesetzes vorlagen.
- Blocher habe den Gesamtbundesrat, der allein für die Auflösung des Arbeitsverhältnisses zuständig gewesen sei, nicht über die erteilten Rügen und Kündigungsandrohungen informiert. Mit seinem Vorgehen habe Blocher den Gesamtbundesrat umgangen und seine Kompetenzen überschritten.
- Im Bereich der Medieninformation über laufende Ermittlungsverfahren habe Blocher dem Bundesanwalt unerlaubte Weisungen erteilt und damit in die Unabhängigkeit des Bundesanwaltes eingegriffen.
- Der Gesamtbundesrat habe seine Verantwortung als Wahl- und Aufsichtsbehörde des Bundesanwalts nicht wahrgenommen.

Was die Aufsicht über die Bundesanwaltschaft betrifft, kam die Subkommission zum Schluss, dass die gesetzlichen Grundlagen für das System der geteilten Aufsicht teilweise lückenhaft und zu wenig klar seien.

### Komplottverdacht gegen Christoph Blocher,Holenweger-Papiere
Oskar Holenweger (siehe Abschnitt Geldwäschereiermittlungen gegen Oskar Holenweger) war am 26. März 2007 um das Landeskriminalamt Baden-Württemberg in Stuttgart «herumgeschlichen». Er wurde von der deutschen Polizei vorübergehend festgehalten und durchsucht. Man fand bei ihm unter anderem:
- einen mehrseitigen Zeitplan (H-Plan), zusammengefaltet in der Agenda
- eine Digitalkamera mit Fotos von Flipcharts
- Telefonlisten

Die Dokumente erlangten später als Holenweger-Papiere Bekanntheit. Über ein Rechtshilfeverfahren erhielt der Eidgenössische Untersuchungsrichter Ernst Roduner (SP) die Unterlagen, danach gelangten sie zur Bundesanwaltschaft. Am 8. August informierte der damalige interimistische Leiter der Bundesanwaltschaft, Michel-André Fels (FDP), und sein Mitarbeiter Alberto Fabbri die Präsidentin der Subkommission (Lucrezia Meier-Schatz, CVP), den Präsidenten der GPK (Jean-Paul Glasson, FDP) und zwei Vertreter des GPK-Sekretariats «dringend» und «vertraulich» über «gravierende» Neuigkeiten. Am 14. August 2007, als der Bericht abgeschlossen war und von der Subkommission zuhanden der GPK verabschiedet wurde, berichteten sie der Subkommission über die bei Holenweger gefundenen Dokumente und zeigten in einer PowerPoint-Präsentation Fotos von H-Plan und von vier Flipcharts. Bei den Unterlagen handle es sich wahrscheinlich um einen Zeitplan zur Vorbereitung, Durchführung und Nachbehandlung der Absetzung des Bundesanwalts (wer tut was bis wann und informiert wen) rund um den 1. Juni 2006, dem Erscheinungstermin des Weltwocheartikel. Sie seien mit relativ hoher Wahrscheinlichkeit im Vorfeld der Ereignisse entstanden und von mindestens zwei verschiedenen Personen geschrieben worden. Aus rechtlichen Gründen durften die Unterlagen der Subkommission – ausserhalb eines juristischen Verfahrens – nicht überlassen werden.
Am 2. September 2007 schrieb der Tages-Anzeiger, gegen Valentin Roschacher habe es eine Verschwörung gegeben:
«Noch ist nicht klar, wer Regie führte. Doch es gab eine Art geheimes Drehbuch für das Schauspiel, mit dem der damalige Bundesanwalt Valentin Roschacher im Frühsommer 2006 aus dem Amt gedrängt wurde». Dies habe man aus zuverlässigen Quellen erfahren.
Am 4. September 2007 war der Inhalt des noch unveröffentlichten GPK-Bericht bereits zum Blick durchgesickert. Der Bericht zeige, wie Justizminister Christoph Blocher den Bundesanwalt Valentin Roschacher aus dem Amt gekungelt habe, fasste ihn der Blick zusammen.
Am 5. September 2007 11h00 : Bundesrat Couchepin gab in der regulären Mittwochspressekonferenz des Bundesrates bekannt, dass der Bundesrat einen unabhängigen Rechtsberater einsetzen will zum GPK-Bericht zum Abgang von Bundesanwalt Roschacher.
5. September 2007 14h00 in Murten: Die GPK-N gab den Bericht der Subkommission EJPD/BK zur Veröffentlichung frei.
Wegen der auf Indiskretionen beruhenden Medienberichte zum Bericht und den Holenweger-Papieren entschied sich die Subkommission, den GPK-Berichts noch am gleichen Tag vorzustellen, statt wie geplant erst zwei Tage später.
5. September 2007 17h00 in Bern: Bundesrat Blocher gab eine ausserordentliche Pressekonferenz, wo er jegliche Komplottvorwürfe bestritt.
An der Pressekonferenz vom Abend (20h00) des 5. September 2007 präsentierten Lucrezia Meier-Schatz und Jean-Paul Glasson den Bericht. Dabei fasste Meier-Schatz seinen Inhalt kurz zusammen und ging in der zweiten Hälfte der Pressekonferenz ausführlich auf die «neuen Erkenntnisse» ein (bzw. die «neuen Elemente», wie Glasson sie nannte). Anschliessend begründete Glasson das Vorgehen der GPK und orientierte darüber, dass die GPK der Subkommission EJPD/BK den Auftrag erteilt habe, die «neuen Elemente» zu beschaffen und zu untersuchen.
Meier-Schatz sagte:
- Die Subkommission sei mit «neuen Erkenntnissen» konfrontiert worden, die von erheblicher, ja staatspolitischer, Tragweite und politisch brisant seien. Es gehe nämlich um die Frage, «ob es einen gezielten Plan für die Schwächung und Absetzung der Bundesanwaltschaft gab, an welchem politische Exponenten oder Behörden mitgearbeitet haben».
- Das EJPD könne durch den Inhalt der neuen Dokumente als betroffen bezeichnet werden.
- Die deutsche Polizei habe bei Oskar Holenweger eine Kamera mit Aufnahmen von Planungsbögen (Flipcharts) – datiert auf Pfingstsonntag 4. Juni 2006 und 7. Juni 2006 – und einen undatierten «sogenannten H-Plan» gefunden. Bei diesem H-Plan handle es sich wahrscheinlich um einen Zeitplan zur Vorbereitung, Durchführung und Nachbehandlung der Absetzung des Bundesanwalts, nach dem Motto: wer tut was bis wann und informiert wen.
- Die Planung scheine Parallelen mit der Chronologie der gegen die Bundesanwaltschaft gerichteten Interpellationen und Medienberichten aufzuweisen.
- Auf H-Plan und Flipcharts seien zahlreiche Namenskürzel festzustellen, die sich zum Teil klar einzelnen Personen zuordnen liessen, unter anderem Journalisten und Nationalräten. Die Subkommission wisse, wer mitgearbeitet habe.
- Auf den Flipcharts seien interessanterweise verschiedene Unterschriften vorhanden.

Bei der anschliessenden Beantwortung von Journalistenfragen betonte Jean-Paul Glasson, die «neuen Elemente» seien noch nicht bearbeitet worden und genauere Aussagen deshalb spekulativ. Lucrezia Meier-Schatz gab mit sichtlicher Freude beiläufig einige bruchstückhafte Informationen, die eindeutig in Richtung Blocher wiesen. Auf entsprechende Journalistenfragen antwortete Meier-Schatz:
- Vor den Wahlen würden sicher keine neuen Erkenntnisse über das Material publiziert werden können, auch nicht in den nächsten Wochen und Monaten. Denn es gelte, zuerst die Dokumente zu beschaffen und eine profunde seriöse Arbeit zu machen.
- Ob der H-Plan vor oder nach «den Ereignissen» erstellt wurde, müsse die Untersuchung zeigen. So klar könne man das im Moment nicht einordnen.
- Das Kürzel «CB» und der Text «4. 6. Burg» komme in diesen Plänen bzw. Flipcharts vor («Burg» wurde von vielen als Code für Schloss Rhäzüns interpretiert, den Zweitwohnsitz von Blocher).
- Ob Blocher von diesen Plänen wissen musste, wisse man nicht. Es sei Sache der Abklärungen, dies herauszufinden.

Damit setzte Meier-Schatz Bundesrat Blocher dem Verdacht aus, in eine kriminelle Handlung verwickelt gewesen zu sein, obwohl sie davon ausging, dass der Verdacht auf Monate hinaus weder erhärtet noch widerlegt werden konnte. Die Artikel über die Präsentation des GPK-Berichts in den Tageszeitungen trugen Titel wie «Komplottpläne gegen Bundesanwalt Roschacher», «Hinweise für ein Komplott gefunden». oder «Blocher unter Verdacht».
Am 6. September 2007, am Tag nach Pressekonferenz der GPK, präsentierte Christoph Mörgeli (SVP) überraschend die «Originale» der Holenweger-Papiere den Medien, die er nach einem Telefonanruf von Oskar Holenweger innert kürzester Zeit persönlich erhalten habe. Dabei handle es sich um 16 Farbbilder einer Digitalkamera von Handskizzen und eine dreiseitige gedruckte Telefonliste. Die Weltwoche machte die Dokumente noch am gleichen Tag öffentlich zugänglich. Brieflich teilte Mörgeli der Subkommission mit, er halte sich zur Verfügung, die Originaldokumente vorzuweisen, seine Ansicht zu äussern und allfällige Fragen zu beantworten.
In entsprechenden Medienberichten kam die Überraschung zum Ausdruck, das derart schwerwiegende Verdachtsmomente («staatspolitische Tragweite») auf so dünnen Fakten beruhten – selbst wenn sie zutreffen sollten. Die potentielle Staatsaffäre sehe nun eher wie eine Schmierenkomödie aus, die einen schmunzeln lasse.
Oskar Hollenweger selber äusserte sich später in einer Pressemitteilung über seinen Anwalt folgendermassen:
- «Die Flip-Charts dienten als persönliche Orientierungshilfe und wurden ausschliesslich im Rahmen von familieninternen Diskussionen oder bei Telefonaten mit meinem Anwalt verwendet. [...] Kein einziger Strich auf den Flip-Charts stammt von einer Drittperson.»
- «Die sog. H-Liste war eine persönliche, unsystematische Orientierungshilfe. [...] Keine der aufgeführten Personen wusste von dieser Liste oder hat sich an deren Erstellung beteiligt. Es war weder ein Komplottplan, noch wurden die in Frage stehenden Parlamentarier zu irgendeinem Zeitpunkt über einen angeblichen Plan informiert oder waren sie gar darin involviert.»

Bei der Analyse der von Mörgeli beschafften Dokumente zeigte sich:
- Die Flipcharts zeigen unsystematische – manche sagen: wirre – Notizen, die bei der Interpretation durch Unbeteiligte viel Raum für Spekulation lassen.
- Von den 13 publizierten[me 15] Flipcharts sind vier undatiert. Vier Papiere sind mit einem Datum vor dem 5. Juli 2006 (dem Tag der Rücktrittserklärung von Roschacher) beschriftet, fünf Papiere mit einem Datum danach.
- Keines der Papiere enthält das Kürzel «CB».
- Die Existenz und Bedeutung des Worts «Burg» auf einem der Papiere ist umstritten. Die Weltwoche interpretiert es als Kürzel für den damaligen Tages-Anzeiger-Redaktor Hanspeter Bürgin. Holenweger selbst liest die Handschrift laut Christoph Mörgeli als «Bwg».[me 24]
- Die Papiere tragen keine Unterschriften.
- Ein forensischer Schriftvergleich durch das Urkundenlabor der Kantonspolizei Zürich im Auftrag der GPK-N ergab, dass die «fraglichen Schreibleistungen auf den meisten Flipcharts [...] mit an Sicherheit grenzender Wahrscheinlichkeit von Oskar Holenweger erstellt» wurden und bei keinem der Dokumente Anhaltspunkte für eine Dritturheberschaft vorhanden seien.[be 5]

Es gibt keine Hinweise, dass Mitglieder der Subkommission nach der Präsentation vom 14. August 2007 Zugriff auf die Holenweger-Papiere bei der Bundesanwaltschaft hatten. Die Subkommission verliess sich demnach einzig auf die Aussagen der Bundesanwaltschaft – just der Behörde, deren Verhalten sie unter anderem zu beurteilen hatte. Es gibt Anzeichen, dass die Bundesanwaltschaft gegen Blocher intrigierte und sich dabei eine leichtgläubige GPK zu Nutze machte.
Dass die Bundesanwaltschaft die Subkommission über die Holenweger-Papiere falsch informiert hatte, ist mittlerweile erwiesen. In einem Interview sagte der Präsident der GPK-N, Jean-Paul Glasson (FDP), die Bundesanwaltschaft habe im Fall Holenweger fahrlässig gehandelt und die Geschäftsprüfungskommission in die Irre geführt. Man habe der GPK ungesicherte Verdachtsmomente als Fakten präsentiert.
Eine abschliessende Einschätzung der Holenweger-Papier ist nicht möglich, da das Rechtshilfegesuch um die Herausgabe der entsprechenden Unterlagen von den deutschen Behörden bisher nicht beantwortet wurde. Einige Fragen sind nach wie vor ungeklärt. Dennoch haben sich alle angeblichen Indizien für die Existenz eines Komplotts gegen Roschacher und eine Beteiligung Blochers als falsch oder unwahrscheinlich erwiesen.
In den Nachfolgeuntersuchungen konnte die Subkommission EJPD/BK bisher nichts zutage fördern, was die damaligen Verdächtigungen und Vermutungen stützen würde.
Weder die GPK oder Bundesanwaltschaft, noch die politischen Parteien und Medien, die Bundesrat Blocher gestützt auf den Komplott-Verdacht massiv angriffen, haben sich bisher bei Blocher entschuldigt.

## Reaktionen auf GPK-Bericht und -Pressekonferenz vom 5. September 2007

### Diskussionen in Parlament und Medien
Die Präsentation des Berichts fiel – rund anderthalb Monate vor den Parlamentswahlen – in die Schlussphase eines Wahlkampfes, der ohnehin gehässiger geführt wurde als auch schon.
Aus unterschiedlichen Motiven forderten beide Seiten eine rasche und lückenlose Aufklärung der Vorwürfe gegen Blocher – nach dem Willen der SVP noch vor den Wahlen, wofür die GPK ihrerseits keine Garantie abgeben wollte. Nachdem SVP-Nationalrat Christoph Mörgeli die Originaldokumente, von denen die GPK sagte, ihre Beschaffung dürfte Monate dauern, bereits einen Tag später der Öffentlichkeit präsentieren konnte – Mörgeli hatte sie direkt von seinem «guten Freund» Holenweger erhalten –, fielen die Komplott-Vorwürfe der GPK in sich zusammen.
Der Inhalt des GPK-Berichts wurde von Vertretern der SP, CVP und FDP zur Aussage zugespitzt, Blocher habe «die Gewaltentrennung geritzt» und gefährde das politische System der Schweiz.
In aufgeregten Stellungnahmen von Parlamentariern und Kommentatoren verlief die Grenze zwischen Empörung über einen «schweren Verstoss gegen die Gewaltentrennung» und Empörung über eine «Streitschrift gegen Blocher» im Wesentlichen entlang der Parteigrenzen.
Damit war die Person von Bundesrat Christoph Blocher vollends zum zentralen Wahlkampf-Thema geworden; die SVP erklärte die Wahlen zur Nagelprobe über den weiteren Verbleib von Blocher im Bundesrat.
Die Fraktionen von SVP und SP forderten gegen den Widerstand von CVP und FDP eine dringliche Debatte zum Thema. Diese wurde am 3. Oktober 2007 geführt und vom Schweizer Fernsehen live übertragen.
Einige in dieser Debatte gemachte Aussagen:
Von SVP-Vertretern
- Die GPK habe persönliche Notizen zu einer weitverzweigten Verschwörung aufgeblasen und sich von der Bundesanwaltschaft gegen Blocher instrumentalisieren lassen. Sie habe Rechtsverfahren und Amtsgeheimnis mit Füssen getreten, indem sie eigenmächtig vorverurteilt, das rechtliche Gehör missachtet, Persönlichkeitsrechte verletzt und geschützte Personendaten veröffentlicht habe.
- Von «Verletzung der Gewaltentrennung» könne schon deshalb keine Rede sein, weil der Bundesanwalt als Vertreter des Staats vor Gericht Partei sei und nicht der Judikative angehöre.
- Der Gesamtbundesrat selber halte ausdrücklich fest, dass Blocher seine Kompetenzen nicht überschritten habe und seiner Verpflichtung dem Kollegium gegenüber nachgekommen sei.
- Die SVP forderte die Aufklärung der Vorgänge noch vor den Wahlen.

Von SP-Vertretern
- Blocher habe fast krampfhaft nach Wegen gesucht, um den Gesamtbundesrat bei der Auflösung des Arbeitsverhältnisses mit Roschacher auszulassen. Gemessen am Sündenregister des Justizministers sei dasjenige des Bundesanwaltes eher bescheiden gewesen. Das müsse Konsequenzen für Blocher haben.
- Die SVP vergifte die Schweizer Politik und schüre ein Klima des Hasses und der Intoleranz. Sie habe mit einem Millionenaufwand die unsägliche Geheimplanstory als Entlastungsangriff und Vernebelungsaktion lanciert und mit dem absurden Putsch-Vorwurf gegen Meier-Schatz garniert. An diesen Komplottgeschichten sei nichts dran.
- Es gehe hier um nichts Geringeres als um die Institutionen unserer Demokratie.

Von Vertretern der Grünen und der PdA
- Blocher bekunde sichtlich Mühe, die verfassungsmässigen Institutionen zu achten. Seine Kritik an der GPK und am Bundesrat untergrabe die Autorität dieser Institutionen und sei deshalb unhaltbar.
- Es gebe keine Roschacher-Affäre, sondern nur eine Blocher-Affäre.

Von Vertretern der CVP
- Die GPK habe in Subkommission und Gesamtkommission seriöse Arbeit geleistet. Die SVP versuchte die beteiligten Personen zu verhöhnen und schlechtzumachen, um vom GPK-Bericht ablenken. Dies schwäche die Position der Schweiz und sei schlecht für die Demokratie. Es gehe um den Respekt vor den Institutionen.

Von Vertretern der FDP
- Mit ihren Angriffen auf die Justiz und die etwas voreilige GPK zeige die SVP, dass sie bei den Parlamentswahlen nicht eine Entscheidung über Inhalte, sondern über einen Bundesrat wolle.

In Interviews und Pressemitteilungen nach der Debatte verdeutlichten die Parteien ihre Position nochmals.
CVP-Präsident Christophe Darbellay sprach von einer «potenziellen Staatsaffäre» und rief in Erinnerung: «Bundesrätin Elisabeth Kopp hat wegen eines Telefonanrufs an ihren Mann demissioniert.»
Die SVP sah ihren bereits früher geäusserten Vorwurf bestätigt, die gegnerischen Parteien würde einen «Geheimplan zur Absetzung von Bundesrat Blocher» verfolgen. Sie warf der CVP/CSP und der Ratslinken vor, die GPK für eine politisch motivierte Intrige gegen Bundesrat Blocher und die SVP zu missbrauchen. Der GPK-Bericht sei tendenziös und ehrverletzend und berücksichtige wichtige Fakten nicht. Nach Ansicht der SVP war die Präsidentin der zuständigen GPK-Subkommission, Lucrezia Meier-Schatz, treibende Kraft hinter dem kritisierten Vorgehen der GPK.
Die SVP reichte am 5. Oktober 2007 eine Parlamentarische Initiative ein, die eine Parlamentarische Untersuchungskommission (PUK) forderte. Die PUK sollte u. a. die Rolle von GPK und Bundesanwaltschaft abklären, sowie rechtliche Fragen zur Beschaffung der Holenweger-Papiere und zu allfälligen Persönlichkeitsverletzungen von Meier-Schatz gegenüber Blocher und Holenweger beantworten. Die Initiative wurde am 24. September 2008 von allen an der Abstimmung teilnehmenden Nicht-SVP-Nationalräten abgelehnt und ist damit erledigt.

### Der Bundesrat weist die Vorwürfe der GPK zurück
In seinen Antworten vom 28. September 2007 auf eine Reihe von dringlichen Vorstössen stellte sich der Bundesrat klar hinter Christoph Blocher. Er stellt fest:
- Blocher habe bei der Kündigung von Roschacher seine Kompetenzen nicht überschritten. Am gleichen Tag, an dem Roschacher von sich aus seine Demission einreichte, habe Blocher den Bundesrat informiert. Damit sei er seinen Verpflichtungen dem Kollegium gegenüber nachgekommen. Zudem habe der Gesamtbundesrat bereits mehrfach erklärt, bei der Kündigung seien die gesetzlich geregelten Zuständigkeiten vollumfänglich eingehalten worden.[pa 5]
- Der EJPD-Chef habe nie Einsicht in die Verfahrensakten der Bundesanwaltschaft gehabt und auch nie eine solche Einsicht verlangt.[pa 6]
- Es gebe keinen Anlass, dem Justizminister das Dossier Bundesanwaltschaft zu entziehen.[pa 1]

Der Bundesrat verurteilte den Gebrauch des Worts «Putschversuch», das die SVP in einer Interpellation verwendete. Es gehöre nicht in das Vokabular eines demokratischen Rechtsstaats; eine solche Sprache schade der politischen Kultur des Landes.
Zu Aussagen und Empfehlungen der GPK wollte der Bundesrat zu einem späteren Zeitpunkt Stellung nehmen.

### Christoph Blocher weist die Vorwürfe der GPK zurück
Am Abend des 5. September, drei Stunden vor der Präsentation des GPK-Berichts, erklärte Christoph Blocher an einer kurzfristig einberufenen Pressekonferenz: «Von so einem Komplott weiss ich nichts. In bin an keinem beteiligt».
Am gleichen Vormittag hatte Bundesratsprecher Oswald Sigg bestätigt, der Bundesrat habe über die Holenweger-Papiere diskutiert.
Am 2. Oktober 2007 erschien in der NZZ ein Artikel von Christoph Blocher über die Aufsicht über Strafverfolgungsbehörden. Darin betont er die Wichtigkeit der Unabhängigkeit der Bundesanwaltschaft und weist auf die Nachteile für die beschuldigte Person hin, die aus Unklarheiten in der Aufsicht und Problemen der Mehrfachunterstellung entstehen könnten.
Im Rahmen der dringlichen Debatte vom 3. Oktober 2007 nahm Blocher ausführlich Stellung zum GPK-Bericht und wies die Vorwürfe der GPK zurück.
- Der 5. September, an dem die GPK ihren Bericht veröffentlichte, sei «ein dunkler Tag».
- Es dürfe nicht passieren, dass ein Justizminister dem Verdacht ausgesetzt werde, in eine «kriminelle Angelegenheit» verwickelt zu sein.
- Er könne nicht glauben, dass alles, was sich an diesem Tag abgespielt habe, ein Zufall gewesen sei, sagte Blocher. Er wies den Vorwurf, an einem Komplott gegen Roschacher beteiligt gewesen zu sein, weit von sich.
- Der Abgang des «schwierigen» Bundesanwaltes sei auch im Sinne des Bundesrates gewesen. Roschacher habe freiwillig gekündigt, sagte Blocher.
- Deshalb sei die Kündigung in die Kompetenz des Eidgenössischen Justiz- und Polizeidepartementes (EJPD) gefallen. Der Bundesrat sei umgehend informiert und nicht übergangen worden, wie das im GPK-Bericht behauptet werde.

Auch die Kritik, er habe Roschacher «unerlaubt Weisungen» erteilt, liess Blocher nicht gelten. Er habe in der Tat einmal eine Medienkonferenz untersagt, dies aber im höheren Interesse der Schweiz. Wenn er es nicht getan hätte, wäre Schaden für die Schweiz entstanden. Das sei Teil seiner Führungsverantwortung.
Blocher betonte, dass es völlig unabhängige Staatsanwaltschaften nur in Diktaturen gebe. Er habe nie Einsichten in Verfahrensakten gehabt und auch die Gewaltenteilung nicht verletzt.
Er habe einzig seine in der Privatwirtschaft gelernte Führungsaufgabe wahrgenommen und bei der Suche nach Lösungen auch Fehler gemacht.

## Rechtsgutachten im Auftrag des Bundesrats
Der Gesamtbundesrat beauftragte mit Beschluss vom 12. September 2007 den Staatsrechtsprofessor Georg Müller, den GPK-Bericht  in sachlicher und rechtlicher Hinsicht zu würdigen und Vorschläge zur Stellungnahme des Bundesrates zu erarbeiten.
Müller stützte in seinem Gutachten einige Kernaussagen der Subkommission, namentlich bemängelte er das Sprechen einer Abgangsentschädigung ohne ausreichende Rechtsgrundlage. Er kritisierte aber auch die GPK, deren Aussagen z. B. auf «falschen Grundlagen» beruhten und relativierte die Schwere der Vorwürfe insgesamt.

## Nachwirkungen
Aus den eidgenössischen Parlamentswahlen Ende Oktober 2007 ging die SVP als Wahlsiegerin hervor, auch die Grünen/Grünliberalen legten stark zu. Grosse Verlierer waren SP und FDP. Beobachter gehen davon aus, dass die Fokussierung auf Christoph Blocher und die Roschacher-Affäre massgeblich zu diesem Ergebnis beigetragen haben.
In den Bundesratswahlen am 12. Dezember 2007, etwas mehr als einen Monat nach den eidgenössischen Parlamentswahlen, wurde Christoph Blocher von einer Allianz von SP, Grünen, grossen Teilen der CVP/CSP und Teilen der FDP überraschend abgewählt und durch die im Bundesparlament eher unbekannte Bündner Regierungsrätin Eveline Widmer-Schlumpf ersetzt.
Lucrezia Meier-Schatz trat auf die Legislaturperiode 2008–2011 aus der GPK zurück und wechselte in die Kommission für Wirtschaft und Abgaben (WAK).
Michel-André Fels trat am 9. Dezember 2007 mit sofortiger Wirkung von seiner Zusatzfunktion als stellvertretender Bundesanwalt zurück.
In den ersten kantonalen Parlamentswahlen nach der Bundesratswahl 2007 im Kanton St. Gallen vom 15. März 2008 erlitten SP und CVP massive Verluste, während die SVP weiter zulegte, was viele Beobachter als Nachwirkung der Blocher-Abwahl und der Roschacher-Affäre erklärten. Lucrezia Meier-Schatz war als Kandidatin bei den gleichzeitig stattfindenden Regierungsratswahlen angetreten, verfehlte aber das absolute Mehr klar und verzichtete auf die Teilnahme beim zweiten Wahlgang.
Im Herbst 2007 reichte die GPK-N eine Strafklage wegen Amtsgeheimnisverletzung ein, worauf der vom Bundesrat mit der Untersuchung beauftragte ausserordentliche Staatsanwalt im Sommer 2008 ein Immunitätsaufhebungsverfahren gegen Toni Brunner einleitete. Dieser soll dem Departement Blocher während seiner Zeit bei der GPK vertrauliche Informationen vorgelegt haben.
Christoph Blocher und Christoph Mörgeli erstatteten am 4. September 2008 Strafanzeige gegen Lucrezia Meier-Schatz, Jean-Paul Glasson und drei Mitarbeiter der Bundesanwaltschaft wegen Amtsgeheimnisverletzung, Nötigung und «rechtswidriger Vereinigung zur Beeinträchtigung der verfassungsmässigen Ordnung». Dies hatten den Antrag auf die Aufhebung der parlamentarischen Immunität vom Meier-Schatz und Glasson zur Folge.
Der Ständerat sprach sich am 10. Juni 2009 gegen den Willen des Nationalrats endgültig für den Schutz der Immunität Brunners und in Übereinstimmung mit dem Nationalrat für den Schutz der Immunität von Meier-Schatz und Glasson aus.
Alle drei Nationalräte bleiben damit vor einer Strafverfolgung im Zusammenhang mit ihrer parlamentarischen Tätigkeit geschützt.

## Dokumentarfilm
- Hansjürg Zumstein: Aktion Geheimplan – Wie aus Notizen Komplotte wurden. In: Schweizer Fernsehen vom 6. Dezember 2010.